# Kritaturus gennadus
Kritaturus gennadus är en kvalsterart som beskrevs av Cook 1983. Kritaturus gennadus ingår i släktet Kritaturus och familjen Aturidae. Inga underarter finns listade i Catalogue of Life.